# كهف أكادو
أكادو (باليابانية: 安家洞، بالروماجي: Akkadō) هو كهف من الأحجار الكلسية يقع في بلدة إوايزومي [الإنجليزية]، محافظة إواتيه، منطقة توهوكو شمال اليابان، يبلغ طوله المقاس 23,702 متر (77,762 قدم) مما يجعله أطول كهف في اليابان.

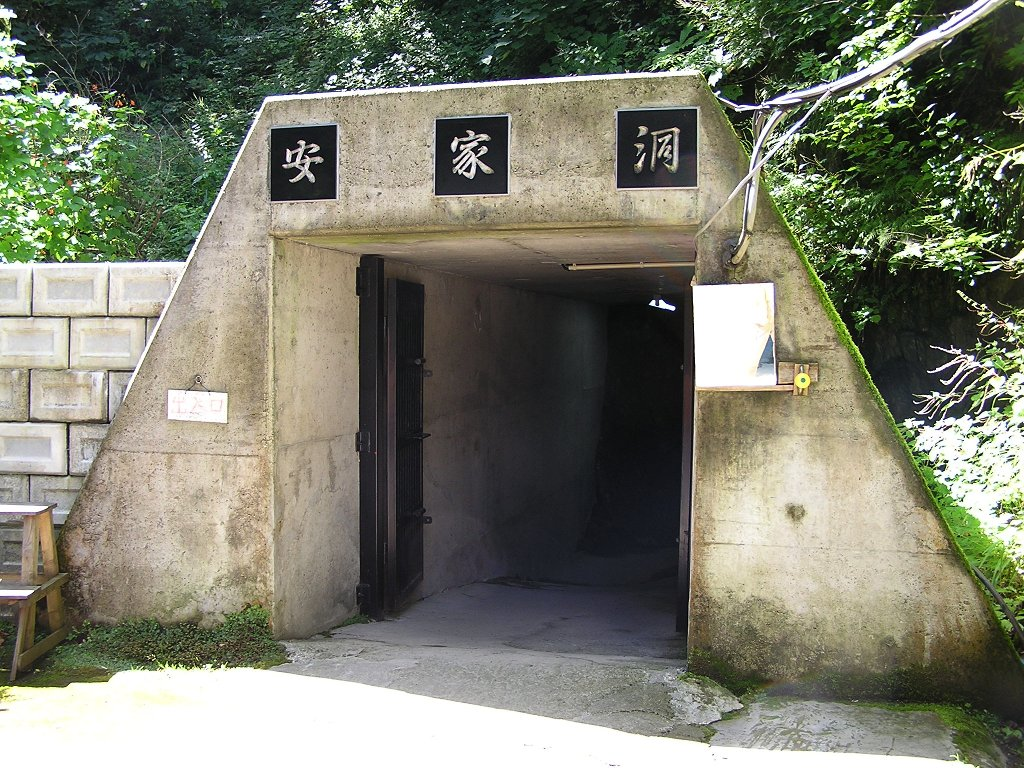
مدخل لكهوف أكادو.

قامت الحكومة اليابانية بتصنيف هذا الكهف والتضاريس التابعة له على أنه مَعلَم طبيعي [الإنجليزية] سنة 1980، ومنذ 1991 يتم فتح جزء منه أمام الجمهور والسياح لفترة معينة من السنة.

## طالع أيضًا
- قائمة أطول الكهوف في العالم
- قائمة الكهوف
- جغرافيا اليابان